# Фаличев, Валерий Викторович
Валерий Викторович Фаличев (род. 23 апреля 1960, Череповец, Вологодская область) — советский хоккеист, защитник. Российский тренер. Мастер спорта СССР.

## Биография
Воспитанник череповецкого «Металлурга», за который играл во второй лиге в сезонах 1976/77 — 1978/79. Сезон 1979/78 провёл, проходя армейскую службу в московском СКА МВО, четыре следующих сезона провёл в команде высшей лиги СКА Ленинград. Играл за «Металлург» (1984/85 — 1985/86, 1988/89 — 1989/90), «Ижорец» Ленинград (1986/87 — 1987/88). Выступал за команды Финляндии «ТеКи» (1990/91 — 1991/92) и «Вантаа» (1992/93).
Бронзовый призёр чемпионата Европы среди юниорских команд 1977, серебряный призёр чемпионата Европы среди юниорских команд 1978.
Тренер в школе «Северстали».